# Ischyrocerus tenuicornis
Ischyrocerus tenuicornis is een vlokreeftensoort uit de familie van de Ischyroceridae. De wetenschappelijke naam van de soort is voor het eerst geldig gepubliceerd in 1885 door Sars.